# Michelle Stafford
Michelle Stafford (Chicago, 14 de setembro de 1965) é uma atriz, roteirista e produtora estadunidense. Atualmente, ela interpreta Phyllis Summers na novela The Young and the Restless da CBS, pela qual ganhou dois Emmy Awards. Em 2013, Stafford criou e estrelou sua própria série de comédia, The Stafford Project.

## Filmografia

### Cinema
| Ano  | Título                         | Papel             | Nota(s)         |
| ---- | ------------------------------ | ----------------- | --------------- |
| 1993 | Body of Influence              | Madam             |                 |
| 1994 | Another Midnight Run           | Hotel Guest       | Television film |
| 1999 | Double Jeopardy                | Suzanne Monroe    |                 |
| 2000 | Attraction                     | Suzanne           |                 |
| 2002 | Lost                           | Rachel            | Short film      |
| 2002 | Cottonmouth                    | Renee Alexander   |                 |
| 2003 | Vampires Anonymous             | Taffeta Munro     |                 |
| 2007 | Like Mother, Like Daughter     | Dawna Williams    | Telefilme       |
| 2007 | Totally Baked: A Pot-U-Mentary | Jessica           |                 |
| 2008 | 3 Days Gone                    | detetive Holloway |                 |
| 2008 | Cara                           | Agent             | curta-metragem  |
| 2013 | Parker                         | Phyllis Summers   |                 |
| 2014 | On Georgia's Mind              | Tricia            | curta-metragem  |
| 2015 | Earth Fall                     | Nancy             |                 |
| 2016 | Durant's Never Closes          | Suzie Durant      |                 |

### Televisão
| Ano                               | Título                      | Papel               | Nota(s)                                                 |
| --------------------------------- | --------------------------- | ------------------- | ------------------------------------------------------- |
| 1990                              | Tribes                      | Frankie             | 13 episódios                                            |
| 1994                              | Renegade                    | Lauren Jessup       | episódio: "The Posse"                                   |
| 1994                              | Models Inc.                 | Girl in the toilets | episódio: "Blind by Love"                               |
| 1994–1997 2000–2013 2019–presente | The Young and the Restless  | Phyllis Summers     |                                                         |
| 1997                              | Pacific Palisades           | Joanna Hadley       | 13 episódios                                            |
| 1998                              | Players                     | Vanessa Evans       | episódio: "Wrath of Con"                                |
| 1998                              | Two Guys and a Girl         | April               | Episode: "Two Guys, a Girl and a Softball Team"         |
| 1999                              | Diagnosis: Murder           | Trish               | episódio: "Gangland: Part One" and "Gangland: Part Two" |
| 1999                              | JAG                         | Suzanne Moore       | episódio: "Contemptuous Words"                          |
| 2000                              | V.I.P.                      | Nancy Biggs         | episódio: "Val Point Blank"                             |
| 2001                              | Frasier                     | Heather Murphy      | episódio: "The First Temptation of Daphne"              |
| 2002                              | Judging Amy                 | Linda Barnes        | episódio: "The Bottle Show"                             |
| 2005                              | Clubhouse                   | Sydney              | episódio: "Between First and Home"                      |
| 2005                              | Charmed                     | Mandi               | episódio: "Desperate Housewitches"                      |
| 2011                              | Ringer                      | Peggy Lewis         | episódio: "If You Ever Want a French Lesson..."         |
| 2013                              | The Stafford Project        | ela mesma           | websérie, também escritora e produtora executiva        |
| 2014–2019                         | General Hospital            | Nina Reeves         |                                                         |
| 2015                              | Secret Mind of a Single Mom | Michelle            | websérie                                                |